# Acanthepeira
Genre
Acanthepeira est un genre d'araignées aranéomorphes de la famille des Araneidae.

## Distribution
Les espèces de ce genre se rencontrent en Amérique.

## Liste des espèces
Selon World Spider Catalog (version 17.0, 17/01/2016) :
- Acanthepeira cherokee Levi, 1976
- Acanthepeira labidura (Mello-Leitão, 1943)
- Acanthepeira marion Levi, 1976
- Acanthepeira stellata (Walckenaer, 1805)
- Acanthepeira venusta (Banks, 1896)

## Publication originale
- Marx, 1883 : Araneina. A list of the invertebrate fauna of South Carolina, Charleston, p. 21-26.